# Bydgoszcz Zachód
Bydgoszcz Zachód – przystanek osobowy w Bydgoszczy, w województwie kujawsko-pomorskim, w Polsce.

## Ruch pasażerski
| Rok  | Wymiana pasażerska na dobę |
| ---- | -------------------------- |
| 2017 | 20-49                      |
| 2022 | 20-49                      |

W październiku 2017 roku ogłoszono zamiar modernizacji budynku dworca w celu poprawy estetyki i jego dostosowania do potrzeb niepełnosprawnych. Zaplanowano między innymi: przebudowę wejścia do dworca, renowację elewacji, szereg zmian w poczekalni dla podróżnych (w tym rozjaśnienie pomieszczenia przez montaż większych okien, zastosowanie jasnej kolorystyki wnętrza i nowego oświetlenia), budowę toalet, montaż oświetlenia energooszczędnego i nowych systemów bezpieczeństwa oraz zmianę nawierzchni i budowę elementów małej infrastruktury w sąsiedztwie budynku.
W 2021 PKP zakończyły prace projektowe i ogłosiły przetarg na realizację prac budowlanych. Pierwszy przetarg unieważniono z braku oferentów, drugi ze względów proceduralnych, dopiero trzeci wyłonił wykonawcę, którym za kwotę 4,3 mln zł została firma Agad z Torunia. Czas prac określono na 47 tygodni, tj. do wiosny 2023. Realizacja zadania została ujęta w Rządowym programie budowy lub modernizacji przystanków kolejowych na lata 2021–2025. Otwarcie odnowionego budynku stacji nastąpiło 31 sierpnia 2023. Równolegle ogłoszony został przetarg na wymianę nawierzchni peronów.
W grudniu 2023 udostępniono podróżnym podwyższony po przebudowie peron 2, natomiast w marcu 2024 – peron 1. Zamontowano także nowe ławki, gabloty informacyjne, oświetlenie, oznakowanie i stojaki dla rowerów.

## Komunikacja miejska
W pobliżu przystanku znajduje się przystanek komunikacji miejskiej o nazwie Dworzec Zachód, obsługiwany przez linię dzienną nr 77 (Morska - Niklowa) oraz nocną 35N Plac Kościeleckich - Rekinowa (w oznaczonych kursach przez Niklową).